# 핀란드 백장미 훈장

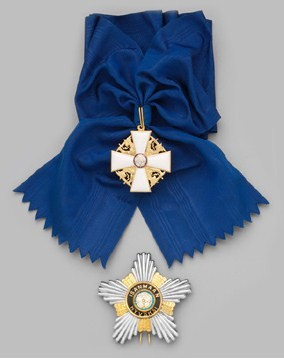
핀란드 백장미 대십자

핀란드 백장미 훈장(핀란드어: Suomen Valkoisen Ruusun ritarikunta 수오멘 발코이센 루순 리타리쿤타[*])은 핀란드의 훈장 중 하나다. 자유십자장, 핀란드 사자 훈장과 함께 핀란드의 3대 기사단 훈장을 구성한다. 백장미 훈장은 자유십자장보다 한 단계 격이 낮고 사자 훈장보다 한 단계 격이 높다. 핀란드의 대통령이 이 3개 기사단 훈장의 기사단장을 겸한다. 군사 및 민사 분야에 대해 수훈한다.
칼 구스타프 에밀 만네르헤임 남작이 핀란드 왕국 섭정으로 재임하던 중인 1919년 1월 28일 제정했다. 백장미란 핀란드의 국장에 그려져 있는 9송이 백장미를 의미하는 것이다. 훈장의 수여 기준은 1919년 5월 16일 확정되었고 현재 사용되는 기준은 1940년 6월 1일 개정안이다.
본레 악셀리 갈렌칼렐라가 설계한 만자문 메달을 사용했으나 1963년 구스타프 폰 누메르스가 설계한 도안으로 변경하여 만자문을 십자문으로 대체했다. 메달에는 "조국을 위하여"라는 뜻의 핀란드어 "이샌만 휘백시(Isänmaan hyväksi)"가 새겨져 있다. 10개 등급이 있으며, 모든 등급의 리본 및 약장은 군청색이다.

## 등급
- 핀란드 백장미 대십자장경식
- 핀란드 백장미 대십자장
- 핀란드 백장미 일등사령관장
- 핀란드 백장미 사령관장
- 핀란드 백장미 일등기사장
- 핀란드 백장미 기사장
- 핀란드 백장미 공로십자장
- 핀란드 백장미 황금 일등포장
- 핀란드 백장미 일등포장
- 핀란드 백장미 포장